# BYD Auto
BYD Auto Co., Ltd. (xinès: 比亚迪汽车; pinyin: Bǐyàdí Qìchē) és la principal filial i marca d'automoció de la Companyia BYD, una empresa multinacional xinesa que cotitza en borsa. Fabrica vehicles elèctrics de bateria (BEV) i vehicles híbrids endollables (PHEV), coneguts en conjunt com a vehicles de nova energia (NEV) a la Xina. També produeix camions i autobusos elèctrics. L'empresa comercialitza els seus vehicles amb la marca principal BYD i vehicles de gamma alta amb les seves marques Denza, Yangwang i Fangchengbao.
BYD Auto va néixer el gener de 2003 de la mà Wang Chuanfu, el també fundador de la Companyia BYD, després de l'adquisició de Xi'an Qinchuan Automobile. El primer cotxe dissenyat per BYD, el BYD F3, va començar la producció el 2005. El 2008, BYD va presentar el seu primer vehicle híbrid endollable, el BYD F3DM, seguit del BYD e6, el seu primer vehicle elèctric de bateria, el 2009.
Després d'anys de disminució de vendes i beneficis, BYD Auto va experimentar un creixement substancial de les vendes des del 2020, impulsat per l'augment de la quota de mercat dels NEV a la Xina. Des del 2021 la companyia ha ampliat les vendes de cotxes elèctrics al mercat internacional, principalment a Europa, el sud-est asiàtic, Oceania i Amèrica Llatina. El març de 2022 BYD va liquidar la producció de cotxes amb motor de combustió interna per a centrar-se en els NEV.
Al quart trimestre del 2023 BYD va ser el fabricant de vehicles elèctrics de bateria amb més vendes al món, per davant de Tesla. BYD també va ser la marca d'automòbils més venuda a la Xina el 2023, superant Volkswagen, que ocupava la primera posició des de la liberalització econòmica de la indústria de l'automòbil xinesa. El 2024 BYD era el tercer fabricant d'automòbils més valuós del món, segons la capitalització borsària.
L'empresa es caracteritza per la seva àmplia integració vertical, aprofitant l'experiència del grup BYD en la producció de bateries i altres components relacionats, com ara motors elèctrics i unitats de control electrònic, assegurant el control i la flexibilitat en el cost i el volum de producció i aconseguint que la majoria dels components utilitzats en els seus vehicles es produeixen internament dins del grup empresarial. El grup també explota mines de liti, el seu processament i una unitat interna de fabricació de xips d'ordinador. El 2023, FinDreams Battery, la filial de bateries elèctriques de BYD Company, era el segon productor mundial de bateries de tracció i estava especialitzada en acumuladors de liti-ferro-fosfat (LFP).